# سد اگمونت
سد اگمونت (به لاتین: Egmont Dam) یک سد در آفریقای جنوبی است که در ایالت آزاد واقع شده‌است.